# Miasta Sahary Zachodniej
Lista grupuje miasta i większe osady w Saharze Zachodniej. Obszar ten ma nieuregulowany status prawno-międzynarodowy. Większość jego terytorium zostało zajęte przez Królestwo Maroka, które uważa te tereny za integralną część swojego państwa. Dążący do niepodległości Front Polisario kontroluje mniejszą część terytorium Sahary Zachodniej. Według oficjalnych, marokańskich danych pochodzących z 2014 roku Sahara Zachodnia posiadała ponad 10 miast o ludności przekraczającej 2 tys. mieszkańców. Wszystkie główne miasta terytorium obecnie kontrolowane są przez Maroko. Na obszarach kontrolowanych przez Front Polisario dużych miast nie ma. Tylko dwa największe miasta terytorium, Al-Ujun i Ad-Dachla, liczyły ponad 100 tys. mieszkańców; 1 miasto z ludnością 50–100 tys.; 1 miasto z ludnością 25–50 tys. oraz reszta miast poniżej 25 tys. mieszkańców.
| L.p. | Nazwa miasta           | Nazwa miasta | Nazwa miasta       | Nazwa miasta           | Liczba ludności | Liczba ludności | Liczba ludności | Region (Maroko)            | Prowincja (Maroko) | Typ           | Administracja | Uwagi                        |
| L.p. | polska                 | arabska      | francuska          | hiszpańska             | 1994            | 2004            | 2014            | Region (Maroko)            | Prowincja (Maroko) | Typ           | Administracja | Uwagi                        |
| ---- | ---------------------- | ------------ | ------------------ | ---------------------- | --------------- | --------------- | --------------- | -------------------------- | ------------------ | ------------- | ------------- | ---------------------------- |
| 1.   | Al-Ujun                | العيون       | Laâyoune           | El Aaiún               | 136 950         | 179,542         | 217 732         | Al-Ujun-As-Sakija al-Hamra | Al-Ujun            | Municipality  | Maroko        | historyczna stolica          |
| 2.   | Ad-Dachla / Ad-Dachila | الداخلة      | Ad-Dakhla          | Dajla / Villa Cisneros | 29 831          | 55 618          | 106 277         | Ad-Dachla-Wadi az-Zahab    | Ad-Dachla          | Municipality  | Maroko        |                              |
| 3.   | As-Samara              | السمارة      | Es-Semara / Smara  | Semara / Esmara        | 28,750          | 33 910          | 57 035          | Al-Ujun-As-Sakija al-Hamra | Asmara             | Municipality  | Maroko        |                              |
| 4.   | Budżdur / Abu Dżudur   | بو جدور      | Boujdour           | Cabo Bojador           | 15 167          | 36 843          | 42 651          | Al-Ujun-As-Sakija al-Hamra | Budżdur            | Municipality  | Maroko        |                              |
| 5.   | Al-Marsa               | المرسى       | El Marsa           |                        | 4 334           | 10 229          | 17 917          | Al-Ujun-As-Sakija al-Hamra | Al-Ujun            | Municipality  | Maroko        |                              |
| 6.   | Kaltat Zammur          | گَلتَة زَمُّور    | Galtat Zemmour     | Guelta Zemmur          | 4 716           | 512             | 6 393           | Al-Ujun-As-Sakija al-Hamra | Budżdur            | Rural commune | Maroko        |                              |
| 7.   | Bir Anzaran            | بئر إنزران   | Bir Anzarane       | Bir Enzarán            | 867             | 1 273           | 6 244           | Ad-Dachla-Wadi az-Zahab    | Ad-Dachla          | Rural commune | Maroko        |                              |
| 8.   | Ausard                 | أوسرد        | Awsard / Aousard   | Ausert                 | 672             | 976             | 5 822           | Ad-Dachla-Wadi az-Zahab    | Ausard             | Rural commune | Maroko        |                              |
| 9.   | Al-Arkub               | العركوب      | Al-Argoub          | Aargub                 | 1 374           | 5 020           | 5 759           | Ad-Dachla-Wadi az-Zahab    | Ad-Dachla          | Rural commune | Maroko        |                              |
| 10.  | Tiszla                 | تشله         | Techla             | Tichlá                 | 290             | 469             | 5 743           | Ad-Dachla-Wadi az-Zahab    | Ausard             | Rural commune | Maroko        |                              |
| 11.  | Al-Hauza               | الكويرة      | Hawza / Haouza     | Hausa                  | 2 940           | 3 726           | 5 462           | Al-Ujun-As-Sakija al-Hamra | Asmara             | Rural commune | Maroko        |                              |
| 12.  | Bir Kanduz             | بئر كندوز    | Bir Gandouz        | Bir Gandús             |                 | 1 463           | 4 625           | Ad-Dachla-Wadi az-Zahab    | Ausard             | Rural commune | Maroko        |                              |
| 13.  | Al-Mahbas              | المحبس       | Al Mahbas          | Mahbés                 | 1 193           | 131             | 4 208           | Kulmim-Wad Nun             | Assa-Zak           | Rural commune | Maroko        |                              |
| 14.  | Ad-Daura               | دورة         | Dawra / Daoura     | Daora                  |                 | 876             | 1 108           | Al-Ujun-As-Sakija al-Hamra | Tarfaja            | Rural commune | Maroko        |                              |
| 15.  | Bukra / Abu Kura       | بو كرع       | Boukra             | Bu Craa                | -               | 2 519           | 558             | Al-Ujun-As-Sakija al-Hamra | Al-Ujun            | Rural commune | Maroko        | kopalnia fosforytów          |
| 16.  | Al-Bir al-Hilw         | بئر الحلوة   | Bir Lehlou         | Bir Lehlú              | -               | -               | -               | -                          | -                  | -             | SARD          | Była tymczasowa stolica SARD |
| 17.  | Tifariti               | تيفاريتي     | Tfarity            | Tifariti               | -               | -               | -               | -                          | -                  | -             | SARD          | Tymczasowa stolica SARD      |
| 17.  | Muhajris               | محيرس        | Mehaires           | Meharrize              | -               | -               | -               | -                          | -                  | -             | SARD          |                              |
| 18.  | Midżak                 | ميجك         | Mijek / Miiek      | Miyec                  | -               | -               | -               | -                          | -                  | -             | SARD          |                              |
| 19.  | Akwinit                | أغوانيت      | Aghouinit          | Agüenit                | -               | -               | -               | -                          | -                  | -             | SARD          |                              |
| 20.  | Az-Zuk                 | الزوك        | Zoug               | Zoug                   | -               | -               | -               | -                          | -                  | -             | SARD          |                              |
| 21.  | Bir Tiguisit           | بير تيغیسیت  |                    | Bir Tiguisit           | -               | -               | -               | -                          | -                  | -             | SARD          |                              |
| 22.  | Al-Kuwajra             | الكويرة      | Lagwira / Lagouira | La Agüera / La Güera   | 509             | 3 726           | ~0              | -                          | -                  | Municipality  | Mauretania    | miasto widmo                 |